# یا لثارات الحسین
یا لِثاراتَ الحسین (بنیان‌گذاری: ۱۳۷۳/ ۱۹۹۴م؛ به‌طور ساده: یا لِثارات) هفته‌نامه و وبگاهی خبری به زبان فارسی، اصول‌گرایی در ایران است که نشریهٔ رسمیِ انصار حزب‌الله است. دفتر مرکزی‌اش در شهر ری و پخش آن سراسری است؛ در نمازهای جمعهٔ شیعه در ایران نیز پراکنده می‌شود. رویکردِ «خبری-تحلیلی» دارد، گسترهٔ نوشتارهایش همگانی است و به‌طور ویژه به شهیدنامه‌نگاری در صفحهٔ پایانی می‌پردازد. در بیشتر تیترها و بخشی از نوشتارهایش، واژگان سبک عامیانه را به‌کار می‌برد.

## ساختار
وقتی که در جامعه، مسائل جدید رخ می‌دهد ما هم واکنش جدید خواهیم داشت.

از حسین الله‌کرم

کسانی که در هفته‌نامه ما قلم می‌زنند رزمندگان دفاع مقدس هستند که هنوز روحیه سلحشوری آن زمان را حفظ کرده‌اند… آن کاری را که در زمان جنگ با دشمنان کردیم، با منافقین داخلی هم می‌کنیم و از مواضع انقلابی کوتاه نمی‌آییم.

از عبدالحمید محتشم
در ۳۰ اردیبهشت ۱۳۷۳ نخستین شماره خود را منتشر کرد. صاحب امتیازش «مؤسسه انصار حزب‌الله» و مدیر مسئول و سردبیر آن عبدالحمید محتشم است.
معمولاً هر شمارهٔ آن ۱۲ صفحه‌ای است که در ۶ یا ۸ ستون چاپ می‌شود. تنها صفحهٔ یکم و پایانیِ آن رنگی است. آگهی بازرگانی چاپ نمی‌کند. ساختار صفحاتش پایدار نیست و ممکن است در یک صفحه بیش از ۱۰ تیتر بزرگ داشته باشد. صفحهٔ آخرش، شهیدنامه‌نگاری است. عنوان صفحاتش «خبر»، «گزارش»، «سیاسی»، «فرهنگی»، «بین‌الملل»، «ادب و هنر»، «فضای مجازی»، «روایت یاران» و غیره است.

تحلیل‌های این نشریه، برپایهٔ پیروی از برنامه‌ها و سیاست‌های انصار حزب‌الله است؛ آمریکاستیز، اصولگرا، انقلابی است. برپایه هنجار پذیرفتهٔ رسمی (حکومتی) در ایران دربارهٔ پوشش زنان، از نگاه این نشریه بدحجابی یک «فساد اجتماعی» شمرده می‌شود.
خود را «یک گروه که براساس ارزش‌های انقلاب اسلامی عمل می‌کند» معرفی کرده‌است. همه ایرانیان مسلمان را اصول‌گرا می‌داند و مخالفان خود را غیراصول‌گرا نمی‌داند.

خبرها از «احمد علم‌الهدی»، «رضا سبط الشیخ انصاری» و «محمدرضا اکبری» را به‌طور ویژه پوشش می‌دهد.

### عنوان
عنوان این هفته‌نامه، عبارت عربی «یا لِثارات الحسین» است که معمولاً با کوته‌نوشت علیه السلام همراه است. این عبارت، یک شعار تاریخی وابسته به نبرد کربلاست و به‌معنای به خونخواهی حسین.

این عنوان، نقد شده‌است:
 چگونه می‌توان باور کرد این نشریه عنوان خود را خونخواه حسین (ع) و منتقم رهبر آزادگان جهان نهاده باشد اما بویی از مرام و مسلک آن امام همام نبرده باشد؟! امامی که همه ما را به آزاده‌بودن سفارش کرده‌است، حتی اگر دین نداشته باشیم و حسینی که برای امر به معروف و اصلاح امور دین جد خود قیام کرد. آیا می‌توان بین این مرام و روش‌هایی که یکی یکی ارزش‌ها را به مسلخ می‌برد نسبتی برقرار کرد؟
— شهیندخت مولاوردی

### سبک نوشتار
در بیشتر تیترها و بخشی از نوشتارها، واژگان سبک عامیانهٔ را به کار می‌برد. نمونه‌ها:
«چرا آن‌ورِ آبی‌ها فیلم‌هایشان را روی سرشان حلوا حلوا می‌کنند»: جایگاه سینما در فرهنگ آمریکا
«سگ‌گردانی؛ تقلید ابلهانه از غربی- نفوذِ سگیِ غرب به خانه‌های ایرانی»: نگهداری حیوان خانگی و وابسته دانستن آن به تهاجم فرهنگی
«سقوط آزاد اسف‌بار تئاتر در ابتذال-کارِ تئاتر از رقص و لوندی گذشته»: تحلیلی از تئاتر در ایران
«دیوث کیست؟»: بیان مفهوم فقهی «دیاثت» و قرار دادن تصاویری از گونهٔ پوشاکِ بازیگربانوان ایرانی یا همسران بازیگران مرد.
«شانتاژ عناصر معلوم‌الحال علیه یالثارات»: واکنش‌های بسیار به یا لثارات
«عفریته‌هایی که در خیابان با بزک‌های غلیظ، مشغول غارت ایمان جوانان و مردم مسلمان هستند، فریب‌خوردگانی که بزرگترین جنایت‌شان از هم پاشیدن خانواده‌ها و رایج کردن گناه در جامعه‌و قبح‌زدایی است.»: اشاره به بدحجابی
«آل سعود به جان هم افتادند»: ناسازگاری‌های دربار سعودی.
«بختک انفعال به جان مسئولان افتاده‌است؟»
«دولت آتش‌بیار معرکهٔ آسیب‌های اجتماعی»»
«آن‌هایی که تا خرخره در لجن‌زار انحرافات اخلاقی فرورفته‌اند»»
«خیمه‌شب‌بازی فرهنگی با جلوه‌گری بازیگران بی‌مایه»»
«خانه‌خرابی جوانان با تصاویر شرم‌آور قهرمانان تلویزیونی و سینمایی»
«صدای بلندِ طبلِ بی‌عاری در سینما و تلویزیون گوش‌ها را کر کرده‌است»

## پیشینه

### بازداری‌ها
نخستین بار در ۱۳۷۶ توقیف و انتشار آن از مرداد همان سال مجدداً شروع شد. در اردیبهشت ۱۳۸۶، مدیرمسؤل وقت این نشریه از اتهام «افتراء به دستگاه قضایی و مقامات آن» و نشر «مطالب خلاف واقع و نشر اکاذیب به قصد تشویش اذهان عمومی با شکایت مدعی‌العموم «تبرئه شد.

در تیر ۱۳۸۷ به دادگاه احضار شد. همچنین در بهمن ۱۳۸۸ نیز مدیرمسوول این نشریه با رضایت شاکی، قرار منع تعقیب دریافت کرد.

در دی ۱۳۹۱ نیز به شکایت سازمان سینمایی به دادگاه رفت.

در آبان ۱۳۹۲ این هفته‌نامه دو بار به استناد بند ۸ ماده ۶ قانون مطبوعات مورد تذکر هیئت نظارت بر مطبوعات قرار گرفته بود که برای چندمین بار در ۱۶ دی ۱۳۹۲، به استناد بند ۸ ماده ۶ قانون مطبوعات، که بدین شرح است:
افترابه مقامات، نهادها، ارگان‌ها و هریک از افراد کشور و توهین به اشخاص حقیقی و حقوقی که حرمت شرعی دارند را، اگرچه از طریق انتشار عکس یا کاریکاتور باشد، دربر می‌گیرد.
در بند ۱۱ این ماده نیز به پخش شایعات و مطالب خلاف واقع یا تحریف مطالب دیگران اشاره شده‌است. هیئت نظارت بر مطبوعات به مطلب خاصی اشاره نکرد و مشخص نیست دقیقاً به دلیل کدام مطلب این هفته‌نامه توقیف شد.
پس از آخرین توهین این هفته‌نامه به شهیندخت مولاوردی، معاون رئیس‌جمهور در امور زنان و خانوده در دولت یازدهم و شکایت مدعی العموم علیه این نشریه، با رأی هیئت نظارت بر مطبوعات در جلسه ۱۴ دی ۱۳۹۴، این نشریه لغو مجوز شد.
عبدالحمید محتشم، مدیرمسئول این هفته‌نامه، در واکنش به این لغو مجوز، اعلام داشت که در مقاله مورد بحث به چاپ رسیده، هیچ توهینی صورت نگرفته‌است و فقط واقعیات و عملکرد مولاوردی، اطلاع‌رسانی شده‌است. وی همچنین لغو مجوز این نشریه را از مصادیق بی‌طاقتی دولت یازدهم در قبال نظر منتقدان دانسته‌است.
این نشریه پس از لغو کوتاه مدت خود با حکم قضایی مجدداً منتشر می‌شد در حالی که هیچ مجوزی برای انتشار از سوی هیئت نظارت بر مطبوعات را نداشت. پس از این رخداد در تاریخ مرداد ماه سال ۹۵ نشریه مجدداً و بعد از لغو ممنوعیت انتشارش توقیف شد. این اتفاق عجیب و نادر توصیف شد.
در ۱۱ مرداد ۱۳۹۵ این نشریه توقیف شد. سخنگوی ارشاد وقت در خصوص تصمیم هیئت نظارت بر مطبوعات دربارهٔ یالثارات گفت: چندین بار این نشریه به خاطر در نظر نگرفتن اخلاق حرفه‌ای به هیئت نظارت ارجاع شد. توهین اخیر این نشریه به هنرمندان کشور با کلمات سخیف منجر به طرح دوباره پرونده شد و این نشریه متخلف شناخته و در نهایت توقیف شد. نوش‌آبادی گفت: برای ما فرق نمی‌کند این نشریه منعلق به چه حزب و نهادی است. اگر نشریات خلافی مرتکب شوند طبق قانون با آن‌ها برخورد می‌شود.

## نوشتارها

### ۱۳۷۶–۱۳۸۴
عبدالحمید محتشم، مدیر مسوول وقت، موضع‌گیری‌های تند نسبت به دولت خاتمی داشت. این هفته‌نامه در دوران اصلاحات از منتقدان سرسخت دولت بود.

### ۱۳۹۲–۱۳۸۴
بعد از توقیف مقطعی یا لثارات در دوران اصلاحات - این نشریه از معدود نشریات اصولگرا بود که در دورانِ تعطیل کردن گروهیِ مطبوعاتِ اصلاح طلب، توقیف شد - هفته‌نامه جبهه با مدیریت مسعود ده‌نمکی به عنوان ناشرِ نظراتِ گروه‌های رادیکالِ درون حکومت جمهوری اسلامی منتشر شد.
در دولت محمود احمدی‌نژاد، کمتر به نقد دولت می‌پرداخت؛ چون انصار حزب‌الله از حامیان احمدی‌نژاد در انتخابات سال ۱۳۸۴ بود.

#### شماره ۵۹۳
مصاحبه‌هایی با جواد آرین‌منش، محمدتقی رهبر، لاله افتخاری، ستار هدایت‌خواه انجام داد و تیتر صفحه ۴ را «وضع حجاب وخیم است» گزید، نوشتهٔ پیش از مصاحبه آن چنین بود:
 گویا آستانهٔ تحملِّ جامعه هم همراه با درجه انفعال ناجا و سایر مسئولین درقبال زنان مکشفه بالا رفته‌است تا آنجا که جماعت حامی ولنگاری هم به این مسئله پی برده و هر روز برای محک زدن به آخرین درجهٔ حساسیت مردم با وضع بدتری در معابر ظاهر می‌شوند. سخنرانی چند ماه گذشتهٔ رئیس‌جمهور مبنی بر مخالفت با گشت‌های ارشاد هم چنان مستمسکی برای نیروی انتظامی شد که حتی عقب‌نشینی تلویحی آقای احمدی‌نژاد از موضعش در دیدار با ائمه جمعه و اولتیماتوم رئیس قوه قضاییه به ناجا در همان همایش هم نتوانست نیروی انتظامی را از جای خود تکان دهد. اما بی‌توجهی نیروی انتظامی به کشف حجاب زنان در معابر یک سوی ماجراست چرا که برخورد قهری پرسنل این نیرو با تعداد اندک ناهیان از منکر از سوی دیگر مزید بر علت شده تا ضمن تنگ کردن عرصه بر این عده آن‌ها را هم همچون دیگران وادار به سکوت کنند. این مسئله آنقدر پیچیده شده که در اثر آن سردرگمی نمایندگان مجلس هم به وضوح احساس می‌شود؛ نهادی که نظارت بر ۲۶ دستگاه مجری قانون عفاف و حجاب را به عهده دارد که به جرات می‌توان گفت هیچ‌کدام از این تعداد پایبند به آن نیستند. گرچه مجلس به‌طور مستمر در حال دریافت گزارش عملکرد از این نهادهاست اما آنچه در خیابان دیده می‌شود نمی‌تواند نتیجهٔ عمل به این قانون باشد. به هرحال بی‌حجابی فلاکتی بود که در سایه تسامح مسئولین بالاخره آمد…
تیتر صفحه ۸ (ادب و هنر) آن چنین بود: «خانه سینما را بر سر ضدِّ انقلاب خراب کنید». سپس در صفحهٔ ۱۲ نیز از «شباهت دعوای خانهٔ سینما با فتنه ۸۸» نوشت.

#### شماره ۶۱۴
در صفحهٔ ۶ (فرهنگی) مصاحبه‌ای با عنوان «علّتِ خلقتِ بشریّت، حضرت زهراست» چاپ کرد که گفتگو با یک روحانی به نام «سید عباس موسوی مطلق» بود:
«مصاحبه‌گر: در حدیثی آمده‌است که علت خلقت پیامبر (ص) و امیرالمؤمنین (ع)، حضرت زهراست، آیا سند این حدیث معتبر است؟ اگر این‌گونه است، آیا می‌توان گفت که اگر حضرت زهرا (س) نبود، هیچ چیز خلق نمی‌شد؟
مصاحبه‌شونده: هیچ پیمبری نبود، اگر فاطمه نبود، احمد نبود، اگر فاطمه نبود، حیدری نبود… اینکه آیا اگر حضرت زهرا نبود، هیچ چیز خلق نمی‌شد، باید عرض کنم بله، همین‌طور است …»
در صفحهٔ ۸ (ادب و هنر) مقاله‌ای با عنوان «چرا جدایی نادر از سیمین، فیلمی ضدِّ ایرانی است؟» (نوشتهٔ آرمان امیدوار، نامی احتمالاً مستعار) داشت:
«این فیلم نگاهی بسیار سطحی و خام به مسائلِ اجتماعی دارد که در یک زرورق به ظاهر زیبا پیچیده شده‌است. تمام حرف این فیلم یک جملهٔ بسیار ساده و پیش پا افتاده بیش نیست، اینکه ایران جای مناسبی برای زندگی نیست. همین!»

#### شماره ۶۲۲
در صفحهٔ ۱۰، «خطِّ اصیل الهی، تبعیت محض از ولایت [فقیه]» تیتر زد و نوشت:
انقلاب اسلامی هم، به تبعیت از ماهیت خدایی آن، فقط یک صراط مستقیم دارد، که آن هم ولایت فقیه است، و کلیات انقلاب اسلامی و نظام جمهوری اسلامی، در ولایت فقیه جمع و خلاصه می‌شود.

### ۱۳۹۲-تاکنون
در دوران روحانی نیز جزو منتقدان جدی دولت است.

#### شماره ۸۴۴
یالثارات الحسین در شماره ۸۴۴ (چاپ‌شده در ۶ مرداد ۱۳۹۵)، صفحهٔ ۷ (بین‌الملل)، تای پایینی، عکس‌نامه‌ای چاپ کرد. در این عکس‌نامه، یک ستون با تیتر «دیّوث کیست؟» و ۱۲ عکس از جشن حافظ در تالار وحدت (برگزاری در ۲ مرداد ۱۳۹۵) جای داده شده بود. در متن ستون، سه حدیث نوشته شده بود که منابع این احادیث از کتاب‌های شش‌گانه صحیح حدیث نزد اغلب مسلمانان نیست؛ منابع این چند حدیث، کتاب کافی (نوشته سده دهم میلادی)، بحارالانوار (نوشته سده هفدهم میلادی)، سفینةالبحار و مفاتیح‌الجنان هم‌روزگار (از عباس قمی، نیمهٔ اول سده بیستم میلادی) بیان شده‌است که نزد حوزه علمیه قم پذیرفته‌است.
واژه «دیّوث» در زبانِ فارسی امروز، بارِ منفی بسیاری گرفته و یک دشنام است. سپس در این ستون، کاربرد تازهٔ فقهی این واژه از سوی عبدالله جوادی آملی یادآوری شده و احکامِ آن را بیان کرد.
به‌کاربردن این ستون در کنار ۱۲ عکس از هنرمندان در جشن حافظ، گونه‌ای همانندسازی معنای دیوث (چه فقهی، چه عرفی) در خواننده می‌سازد. هیچ سخنی بیشتری در ستون نگاشته نشده، از نگاه روزنامه شرق «نوع پوشش این زنان» نقد شده‌است و واژهٔ «دیوث» هیچ‌گاه به زن مسلمان اطلاق نمی‌شود. بسیاری از هنرمندان ایرانی، این عکس‌نامه را «بی‌حرمتی» و «اخلاق‌ستیزانه» دانسته‌اند و سخنان بسیاری را در صفحات اجتماعی خود یا در سایت‌های خبری به اشتراک گذاشتند و از وحدت بین اهالی سینما و تشکیلات صنفی برای پاسخ به این مورد نوشتند.
افرادی همچو: سعید روستایی، شهاب حسینی، شیلا خداداد، لادن طباطبایی،
علی معلم، مهران غفوریان، احمد توکلی، امیر جعفری و مهراب قاسم‌خانی،
امین تارخ، داریوش ارجمند؛ نقد، واکنش یا اعتراض به این ستون داشته‌اند.
وزارت فرهنگ و ارشاد اسلامی ایران این موضوع را چنین وصف کرد: «واکنش در مقابل مطلب توهین‌آمیز نشریه «یالثارات» که ما حتی نمی‌توانیم واژه اش را بر زبان آوریم سکوت است.» در پاسخ، این نشریه در شماره بعدی خود (۸۴۵)، مطلبی با عنوان «غیرت را با فروشنده خواهیم فروخت، عریانی جشن حافظ کیلویی چند؟» منتشر کرد. در این شماره مطالبی دیگر در مورد جشن حافظ و معنای واژهٔ دیوث نیز منتشر شد.
یک تیتر در همین شماره، حسن روحانی رئیس‌جمهور ایران را «غوطه‌ور در فسادِ کلان اقتصادی و سیاسی» و حسین فریدون را «مهدی هاشمی رفسنجانی جدید» خواند.

## دیدگاه‌ها دربارهٔ یا لثارات
شهیندخت مولاوردی در دی ۱۳۹۴ نوشت «این بار قلم را به الفاظ شنیعی آلوده کرده‌اند که حتی در تاریخ روزنامه‌نگاری قبل از انقلاب هم بی‌سابقه است،» و گفت خوانندگان این نشریه «در خوشبینانه‌ترین حالت به تعداد انگشتان دو دست هم نمی‌رسد».
پس از نشر شمارهٔ ۸۴۴ آن، احمد توکلی دربارهٔ این نشریه نوشت:
گناه انتشار عکس‌ها به کنار، نسبتی که به مردان این زوج‌ها داده شد با دو معصیت بزرگ همراه است که برای یکی حدِّ شرعی و برای دیگری مجازات کمتر، یعنی تعزیر جاری می‌شود. وقتی به مردی بگوییم «دیّو…» [ دیوث] در آن واحد به دو نفر دو نسبت می‌دهیم: نسبت زنا به زن عفیف (معنای خاص آن در نظر است؛ بی‌حجاب، بی‌عفت نیست) و نسبت «... کشی»  [ جاکشی] به شوهر که مخاطب آن فحش بوده‌است.
چون در نگاه دینی، گناهکار باید «توبه» کند، او به مسئولان این نشریه پیشنهاد داد:
در این میان آن بازیگران و همسرانشان بازنده‌اند ولی یالثاراتی‌ها بازنده‌ترند. برادرانه هردو دسته را به توبه دعوت می‌کنم که "خداوند توبه کنندگان را دوست دارد. " ولی قبول توبه یالثاراتی‌ها منوط به گذشت بازیگران و همسرانشان است. متواضعانه از یالثاراتی‌ها می‌خواهم: برای اصلاح دنیا و آخرت خود از نسبت‌های ناروا پوزش بطلبید و این گذشت را درخواست کنید.
شیلا خداداد گفت که این نشریه «حریم اخلاق و نادیده گرفتن عفت کلام» را شکسته که «فارغ از توجیه لغوی آن، در عرف اجتماعی، یکی از رکیک‌ترین و زشت‌ترین فحاشی‌های رایج در بین فرومایه‌ترین افراد جامعه محسوب می‌شود.» شهاب حسینی از مسئولان این نشریه خواسته که ننویسند و به داعش بپیوندند (گروهی که حسینی آنان را هم فکر با یا لثارات می‌داند). لادن طباطبایی، شیوهٔ این نشریه را دارای رابطهٔ دوسویه با خوانندگانش دانسته و یالثارات را «سیاه‌نماگرِ دین و روایات» با «رفتار پر از عقده و کینه» خواند. امین تارخ نشریهٔ یالثارات را «دارندهٔ یک جایگاه غیرقانونی» دانست و تأکید کرد که «ما [بازیگران] اهل شلوغ‌کاری نیستیم و دوست نداریم جنجال به‌پا شود. موضوع این است که برخی تلاش می‌کنند نه‌تنها جشن حافظ، بلکه جشن‌های سینمایی دیگری برگزار نشود.» و «وظیفه نهادهای قضائی است که موضوع را پیگیری کنند.» او همچنین به کاربرد فقهی واژه دیاثت اشاره کرد «شخصیتی فقیه دربارهٔ این واژه نکاتی را گفتند و دربارهٔ جلوگیری از نفوذ خارجی این واژه مطرح شد و در راستای دیگری این واژه را به کار بردند.»

داریوش ارجمند گفت که «والبته من این جماعت را به خدای متعال واگذار می‌کنم و در سر پل صراط «شهدالله، شهدالله» یقه آن‌هایی را که به من و خانواده‌ام توهین کرده‌اند می‌گیرم و رها نمی‌کنم. من به روز قیامت اعتقاد دارم.»

«رضا سبط الشیخ انصاری»، رئیس حوزه علمیه دزفول، عکس‌نامهٔ شماره ۸۴۴ این نشریه را از روی «دلسوزی» دانست و گفت:
مطلبی که از جانب نشریه یالثارات منعکس شده‌است، مطلبی است دلسوزانه، حالا اگر از روایتی با واژه خاص استفاده شده، مسلماً مرادشان مصداق اعلای آن واژه نیست، در این که شکی نیست. مراد این است که شما بی‌غیرت هستید و این‌جای انکار ندارد. کسی که همسرش را با آن لباس می‌آورد، مسلماً بی‌غیرت است؛ و این گناه، گناه فردی نیست و (بلکه) دارند نسبت به جامعه خیانت می‌کنند… مرادشان از این واژه [دیّوث] بی‌غیرتی است و مسلماً و بدون شک افرادی که این چنین در مقابل دوربین یا در صحنه اجتماع ظاهر می‌شوند مصداق آن می‌باشند.
او سپس تأکید کرد که وظیفهٔ شرعی‌اش است که از «متعصبان دلسوز دینی» در «امنیت و سلامت اخلاقی و دینی جامعه» دفاع کند. یک مدرّس حوزوی ایرانی گفت که «بنده به عنوان یک طلبه و سرباز کوچک در جبههٔ فرهنگی از توجه این هفته‌نامه و اقدام انقلابی در دفاع از ارزش‌های دینی و الهی تشکر و قدردانی می‌نمایم.»